# Шоуноты
Шоуно́ты (англ. show — шоу и англ. notes — заметки) — текстовый блок, сопровождающий каждый выпуск подкаста. В шоунотах обычно находится список и порядок тем, о которых ведется речь в подкасте, а также дополнительные материалы к подкасту (ссылки, изображения и т. д.).
В шоунотах к выпуску подкаста также часто присутствуют таймкоды — указание точного времени начала тем (разделов) подкаста. Если подкаст-клиент поддерживает кликабельные таймкоды, то пользователи могут переходить на нужную тему просто кликнув на соответствующий таймкод.
«Внутренние» шоуноты — шоуноты, которые использует подкастер до и во время записи подкаста. Обычно они содержат больше информации о содержании подкаста, чем шоуноты, которые публикуются вместе с уже готовым подкастом. Это надо для того, чтобы подкастер во время записи не забыл о чём-нибудь и его речь была более связной.
Главы (чаптерсы) — это мета-данные, которые зашиваются в сам mp3-файл выпуска подкаста и могут быть использованы для навигации в большинстве подкаст-клиентов. С помощью глав слушатели могут переключаться между разделами подкаста в один клик. Также главы могут содержать дополнительную информацию: изображения, ссылки и текстовую информацию.